# Adelândia
Adelândia is een gemeente in de Braziliaanse deelstaat Goiás. De gemeente telt 2.608 inwoners (schatting 2009).